# スズキ (企業)

Sマークのロゴ

スズキ株式会社（英: SUZUKI MOTOR CORPORATION）は、日本の静岡県浜松市に本社を置く世界大手の輸送機器及び機械工業メーカーである。日経平均株価およびTOPIX Large70、JPX日経インデックス400の構成銘柄の一つ。
四輪車の世界販売台数は第10位、国内販売台数は第2位、二輪車の世界販売台数は第8位、国内販売台数は第2位、船外機では販売台数世界第3位である。
2020年度には国内販売台数(普通車と軽自動車の合算)が2位となった。
1998年から採用しているコーポレートスローガンは、「小さなクルマ、大きな未来。」

## 概要
大工から身を起こした鈴木道雄により、1909年に織機メーカー「鈴木式織機製作所」として創業された。当初の木製織機からのちには金属製自動織機の生産へ移行し、企業規模を拡大すると共に、精密機械の加工ノウハウを蓄積した。しかし、近代化された力織機はいったん織物工場に納入されると長年の稼働が可能な耐久商品で代替需要が小さく、将来の販路飽和が予見されたことから、機械技術を活かした多角化策として、早くから自動車産業への進出検討を始めていた。
本格的な参入は1950年代初頭の自転車補助エンジンブームを機にオートバイ開発に乗り出した1952年（昭和27年）からである。更に1955年（昭和30年）には四輪軽自動車分野にも進出し、以後、小型オートバイと軽自動車分野をメインに、日本の小型自動車業界での地歩を築いた。ロゴの制定は1958年（昭和33年）で、美術系の大学生に呼びかけて候補を募った。300余点の候補のなかから手銭正道のデザインが選ばれた。
四輪車は軽自動車や小型車などを主力としている。軽自動車の分野では、1973年（昭和48年）から2006年（平成18年）までの34年間にわたり販売台数日本一を誇るものの、
その間、1975年（昭和50年）に排気ガス規制が導入された際には、基準をクリアする軽自動車を生産することができず、湖西工場が2か月間操業停止に追い込まれるなど経営危機にも直面した。1989年（平成元年）にマツダ向けの軽自動車（マツダ・キャロル）生産を開始、1990年代以降は日産自動車、三菱自動車工業へのOEM供給も行っている。
社団法人全国軽自動車協会連合会の発表した2006年度（2006年4月 - 2007年3月）軽四輪車新車販売台数速報 によれば、長年競い合ってきたダイハツ工業に1位の座を譲った（ダイハツ61万6206台、スズキ60万5486台）。
同社は2006年（平成18年）にスイフトやSX4などの小型車や普通車の強化を表明しており、生産能力確保の為には軽No.1にはこだわらず、軽生産の縮小も辞さないという姿勢を打ち出している。
しかし、2014年（平成26年）は同年1月に発売を開始したクロスオーバーSUVのハスラーが発売初年で10万4233台とヒット車種となったことで軽乗用車販売台数の大幅アップ（2013年比15.9%増）に貢献し、同協会による2014年（平成26年）の軽四輪車新車販売速報 ではダイハツ工業（70万6288台）を2,795台上回る70万9083台となり、8年ぶりに軽自動車年間販売台数No.1の座を奪還した。
新興国市場への進出に積極的で、特にインド市場で強みを発揮しており、インドにおける自動車年間販売シェアの54 %はスズキが占めている。2002年にインド政府との合弁会社マルチ・ウドヨグをマルチ・スズキ・インディアとして子会社化し、連結経常利益の4割を占めている。ハンガリー（マジャールスズキ）とインド（マルチ・スズキ）の生産拠点では、日本国外市場向けの製造のみならず、日本市場への輸出も積極的に行っている。
東京商工リサーチ浜松支店が2016年（平成28年）5月18日に発表したところによると、日本国内の仕入れ先は5,372社で、そのうち一次仕入れ先は1,154社、二次仕入れ先は4,218社であり、一次仕入れ先の約半数である506社が静岡県内の企業で、数としては一位を占めている。またそれとは別に、一次仕入れ先の過半数は資本金5000万円未満の企業である。取引銀行は、三菱UFJ銀行、静岡銀行、りそな銀行である。
自動車以外ではモーターサイクル、モーターボート（スズキマリン）、船外機、発電機、リース/クレジット事業（スズキファイナンス）、住宅（スズキハウス）、マジャール・スズキからの縁によるハンガリー産ワイン・はちみつ、保険の販売やカー用品事業（オートリメッサ）、ガソリンスタンド、ゴルフ場の経営なども手がける。これらのほとんどは関連会社のスズキビジネスが担当している。
2020年（令和2年）に創立100周年を迎えた国内自動車メーカーの中でも歴史の長い名門企業である。現在の大手自動車メーカーでは珍しく、起業から現在に至るまで創業家一族が経営の中枢を担う役職を世襲している。ただし、2000年（平成12年）から2008年（平成20年）までは創業家以外から社長が選出されており、初代社長の鈴木道雄と2015年（平成27年）に社長に就任した鈴木俊宏以外の創業家出身の社長は全て婿養子である。

## 沿革
- 1909年（明治42年）10月 - 鈴木道雄により、静岡県浜名郡天神町村上中島（現・浜松市中央区中島一丁目）にて鈴木式織機製作所が創業。
- 1920年（大正9年）3月 - 鈴木式織機製作所を法人化して、鈴木式織機株式会社を設立。
- 1940年（昭和15年）- 浜名郡可美村高塚（現・浜松市中央区高塚町）に高塚分工場が完成。
- 1947年（昭和22年）- 本社を現在地に移転。
- 1954年（昭和29年）6月 - 商号を鈴木自動車工業株式会社に変更。
- 1958年（昭和33年）10月 - 社章「S」マークを制定。
- 1961年（昭和36年）4月 -繊維機械部を分離、鈴木式織機株式会社を設立。
- 1962年（昭和37年）3月 - 社是制定。
- 1966年（昭和41年）6月 - 社旗および社歌を制定。
- 1981年（昭和56年）8月 - ゼネラルモーターズ（GM）と提携。
- 1982年（昭和56年）10月 - マルチ・ウドヨグと合弁事業契約を締結。
- 1990年（平成2年）10月 - 商号をスズキ株式会社に変更（旧英文名称はSuzuki Motor Co., Ltd.）。
- 2006年（平成18年）3月 - GMの出資比率が3 %となる。
- 2008年（平成20年）3月 - GMの保有株を全て自社買取。
- 2009年（平成21年）
  - 4月 - 本社南側に スズキ歴史館をオープン。
  - 12月 - フォルクスワーゲン（VW）との包括的業務資本提携を発表。
- 2011年（平成23年）9月 - 取締役会において、フォルクスワーゲンとの提携解消を決定する。
- 2012年（平成24年）11月 - アメリカンスズキモーターが連邦倒産法申請、米国での四輪車販売から撤退し二輪車販売に注力するとしている[25]。
- 2013年（平成25年）8月 - 日産自動車と三菱自動車工業へ軽商用車のOEM供給で基本合意[26][27]。
- 2015年（平成27年）8月 - 国際仲裁裁判所が、VW保有のスズキ株を売却すべきだという判断（判決）を示し、VWが保有するスズキの全株式（19.9％）を手放すことになり、公式に提携解消となった[28][29]。
- 2018年（平成30年）3月 - トヨタ自動車とインド・欧州市場における車両の相互OEM供給について基本合意[30]。
- 2020年（令和2年）3月 - スズキ創立100周年を迎える[31][32]。
- 2022年 (令和4年) 10月 - 米国シリコンバレーを本拠とするコーポレートベンチャーキャピタルファンド、Suzuki Global Venturesを設立[33]。
- 2024年（令和6年）9月 - J.D. パワー 2024年日本自動車初期品質調査で初の総合第1位を受賞[34]

## 経営

### 歴代社長
| 代                    | 氏名                  | 就任日                | 退任日                | 主な実績や特記事項 |                       |
| 鈴木式織機製作所 社長 | 鈴木式織機製作所 社長 | 鈴木式織機製作所 社長 | 鈴木式織機製作所 社長 | 鈴木式織機製作所 社長 | 鈴木式織機製作所 社長 |
| --------------------- | --------------------- | --------------------- | --------------------- | --- | --------------------- |
| 1                     | 鈴木道雄              | 1909年10月            | 1920年3月             | 創業者。スズキの前身である「鈴木式織機製作所」を創業し、各種製織機を発明した。 |                       |
| 鈴木式織機 社長       |                       |                       |                       | |                       |
| 1                     | 鈴木道雄              | 1920年3月             | 1954年6月             | 「鈴木式織機製作所」を株式会社化し「鈴木式織機」を設立した。 |                       |
| 鈴木自動車工業 社長   |                       |                       |                       | |                       |
| 1                     | 鈴木道雄              | 1954年6月             | 1957年2月             | 自動2輪車の研究開発に投資し、軽自動車の4輪乗用車スズライトの導入に至った。社名を「鈴木自動車工業」へ改称した。 |                       |
| 2                     | 鈴木俊三              | 1957年2月             | 1973年5月             | 道雄の長女婿養子。社長が実際に参加して自動2輪車の開発が行われた。最初は岳父の道雄が掲げた4輪車の開発に反対していたものの理解を示し、車輌開発と生産計画を継続し完了させた。                                                                                                |                       |
| 3                     | 鈴木實治郎            | 1973年5月             | 1978年6月             | 俊三の義弟、道雄の三女婿養子。自動車及びオートバイ事業の世界への拡大と、医療福祉施設への参入を行い、電動車椅子の導入を実施。そして、スズキワークスチームが、ロードレース世界選手権に戻るように導いた。1978年6月で、病気を理由に社長を辞任した。                           |                       |
| 4                     | 鈴木修                | 1978年6月             | 1990年10月            | 俊三の長女婿養子。日本の軽自動車の覇権を握る「スズキアルト」、「スズキワゴンR」などのモデルを発売。Maruti Suzuki（以前はMaruti Udergius）をインドに設立。更に投資する為、ハンガリーに行きMagyar Suzukiを設立。                                                            |                       |
| スズキ 社長           |                       |                       |                       | |                       |
| 1                     | 鈴木修                | 1990年10月            | 2000年6月             | 米国大手自動車大手ゼネラルモーターズの資本協力を行ったり、社名を「スズキ株式会社」に改称した。 |                       |
| 2                     | 戸田昌男              | 2000年6月             | 2003年3月             | 初の創業家以外の社長。販売面における業務提携を川崎重工業と結び、オートバイ、ATVなどの製品の相互OEM供給を行う協力を発表した。しかし、後に業務提携は、スズキの意向により解消された。                                                                                        |                       |
| 3                     | 津田紘                | 2003年3月             | 2008年12月            | 先代に続き創業家以外の社長。「スズキスイフト」、「スズキSX4」などのモデルを発売し、世界ラリー選手権に参戦した。 |                       |
| 4                     | 鈴木修                | 2008年12月            | 2015年6月             | 鈴木修の長女婿だった小野浩孝を第7代目の社長に人選していたが、膵臓癌のため2007年12月12日に死去。当時78歳の修が社長に復帰した。2009年には、ドイツのVW Groupと株式所有交換を行い事業提携を共にしていたが、VW側の買収工作を端に泥沼の裁判の末、スズキの意向により解消された。 |                       |
| 5                     | 鈴木俊宏              | 2015年6月             | 現在                  | 鈴木修の長男。創業者の道雄以来、初の直系親族の社長になった。 |                       |

### 歴代会長
| 代                  | 氏名                | 就任日              | 退任日              | 主な実績や特記事項  |
| 鈴木自動車工業 会長 | 鈴木自動車工業 会長 | 鈴木自動車工業 会長 | 鈴木自動車工業 会長 | 鈴木自動車工業 会長 |
| ------------------- | ------------------- | ------------------- | ------------------- | ------------------- |
| 1                   | 鈴木俊三            | 1973年5月           | 1977年              |                     |
| 2                   | 鈴木實治郎          | 1978年6月           | 1983年6月           |                     |
| 3                   | 稲川誠一            | 1987年1月           | 1990年              |                     |
| スズキ 会長         |                     |                     |                     |                     |
| 1                   | 稲川誠一            | 1990年10月          | 1993年6月           |                     |
| 2                   | 内山久男            | 1993年6月           | 1998年6月           |                     |
| 3                   | 齊藤佳男            | 1998年6月           | 2000年6月           |                     |
| 4                   | 鈴木修              | 2000年6月           | 2021年6月           |                     |

### 相談役
| 氏名          | 就任日        | 主な実績や特記事項                         |
| スズキ 相談役 | スズキ 相談役 | スズキ 相談役                              |
| ------------- | ------------- | ------------------------------------------ |
| 鈴木修        | 2021年6月     | 中興の祖。                                 |
| 原山保人      | 2021年6月     | 小野浩孝亡き後のスズキの経営体制を支える。 |
| 杉本豊和      | 2021年6月     | 監査役として財務体質の強化を行った。       |

## コーポレートスローガン
- 乗りものをつうじてひとりひとりを豊かに（1970年代中期）
- 価値ある製品づくりをめざす鈴木自動車
- もっと個性的に、もっとあなたらしく Personal Best（1987年 - 1997年）
- 小さなクルマ、大きな未来。（1998年 - 現在）
- Way of Life!（グローバルスローガン）

## 同業他社との関係
日産自動車とは2002年4月からMRワゴンを日産・モコとしてOEM供給を開始した事を皮切りに、2007年1月には6代目アルトを日産・ピノ（2010年1月まで販売）として2009年12月にはパレットを日産・ルークス（2013年3月まで販売）として、2013年12月には2代目エブリイワゴン/5代目エブリイ/12代目キャリイを2代目NV100クリッパーリオ/NV100クリッパー/NT100クリッパーとしてそれぞれOEM供給を行なっている。反対に、日産自動車からミニバンの日産・セレナ（3代目から5代目）のOEM供給を受け、2022年までランディとして販売されていた。
三菱自動車工業とは2011年3月から、3代目ソリオを三菱・デリカD:2として、2014年2月には2代目エブリイワゴン/5代目エブリイ/12代目キャリイを2代目タウンボックス及び7代目ミニキャブバン/ミニキャブトラックとしてそれぞれOEM供給が行われている。
マツダには1989年5月から軽自動車及び軽商用車のOEM供給を行っている。1989年10月にはスズキが乗用車用基幹部品（エンジン等）の供給を開始し、1998年10月の新規格軽乗用車の発売以降は、スズキがマツダの軽自動車全モデルをOEM供給している。
トヨタ自動車とは歴史的に縁が深く 2017年には次世代のエコカーや自動運転車の技術など幅広い分野で業務提携を結ぶことで基本合意している。2019年にはトヨタは約960億円でスズキの株式の約4.9％を取得し、スズキも480億円相当のトヨタの株式を持つ資本提携に合意。スズキがバレーノとビターラブレッツァを供給しトヨタがインド及びアフリカ市場向けに「グランザ」「スターレット」及び「アーバンクルーザー」の車名で販売する一方で、トヨタからはRAV4 PHVとカローラツーリングスポーツ（日本名・カローラツーリング）の供給を受け、スズキが欧州市場向けに「アクロス」及び「スウェイス」の車名で販売する。日本ではミニバンのノア（4代目）のOEM供給を受け、2022年からランディとして販売されている。
米GMとの提携
1981年8月にはゼネラルモーターズ（GM）と提携を開始した。スズキの鈴木修会長は記者会見において、GMに吸収されるのではないかとの懸念について、「GMは鯨、スズキは蚊。鯨に飲み込まれずに高く舞い上がれる」とコメントし話題となった。カルタスやエスクードを北米ではシボレーやジオブランドでOEM供給していた。1988年から1993年までは日本においてシボレーやポンティアックの輸入を行った。2003年から2006年には再びシボレー車の輸入を行っていた。
スズキは同じGMグループの富士重工業（当時、現・SUBARU）やいすゞ自動車と部品の共通化などをすすめていたが、GMは2005年に富士重工株、2006年にいすゞ株をトヨタ自動車に売却した。
財務体質が悪化したGMは2006年に保有していたスズキ株式20%のうち17%を売却し、それをスズキが自己資金で買い戻した。さらにGMの急激な業績悪化と世界金融危機による資金繰りの悪化により、2008年11月17日付けで保有していた残り3%（1,641万株）のスズキ株を223億円でスズキに売却した。これによって日本からGMの資本はすべて引き上げられ、GMグループに属する自動車製造会社はなくなった。
スズキはGMとの提携関係を継続するとして今後の新型車に搭載するハイブリッドエンジンを共同開発する方針を示していたが、2009年12月にはカナダの生産拠点であるCAMIオートモーティブの全株式をGMに売却するなど、提携解消に向けた動きが順次進められている。スズキ会長兼社長の鈴木修は同年12月16日に行われた新型アルトの発表会の席上で「GMには28年間本当にお世話になった。小学校を卒業して中学校に入る際に先生が変わった、そんな気持ちだ」と関係を表現している。
独VWとの提携
2009年12月にはフォルクスワーゲン（以下『VW』）との包括的提携を発表した。VW側はスズキの発行済株式の19.89%を24億ドルで取得する一方で、スズキ側もVW株を「VWがスズキ株式の取得に投じた金額の2分の1を限度として」取得するほか、ハイブリッド車等の開発でも提携するとしていた。
2011年3月に発表されたVWの年次決算報告書の中でVWはスズキを「財務・経営面で重大な影響を及ぼせる会社」にあげた。スズキの鈴木修会長兼社長は提携時に両社は対等な関係を維持することを約束したはずだとしてVWに対して不快感をしめした。
6月にスズキがフィアットからディーゼルエンジンの供給を受けることが発表されると、VWは提携合意に違反するとして抗議を行った。
スズキは、技術的支援が受けられなかったことや、VWがスズキを「財務的、経営方針上、重大な影響を与えることができる」会社とみなしたことを理由として、2011年9月12日にVWとの提携を解消すると発表した。互いに購入した株式については売却を求めるとした。VWは2011年10月27日発表の決算報告書ではスズキを持ち分法適用会社から除外した。スズキは提携の解消を求め国際仲裁裁判所に調停を依頼した。
2015年8月30日、国際仲裁裁判所が、VW保有のスズキ株を売却すべきだという判断（判決）を示し、VWが保有するスズキの全株式（19.9％）を手放すことになり、正式に提携解消となった。スズキ会長兼CEOの鈴木修は同日の記者会見で、記者から「VWとは別の分野での協力することはあるか」との質問に対し、「離婚した人とまた再婚することはないだろう」と述べた。
また、正式な提携解消後も審議が継続されていたVWが主張した契約違反に基づく損害については、2016年2月10日にVWが損害賠償請求を取り下げ、スズキがVWに対して本件の和解金として一定額を支払うことで和解が成立し、一連の仲裁が終結された。

## 製品展開

### 製品の特徴
「人と同じ事はやらない。やるなら世界一を目指すのがスズキ」の企業風土がある。
小少軽短美（小さく少なく軽く短く美しく）スズキの生産品及び生産設備に求められる指標である。
二輪車の分野では1980年代に爆発的な人気となったレーサーレプリカの第1号としてRG250ガンマ（2ストローク）を発売した。
50ccのレーサーミニとしてGAG（4ストローク）を発売した（ジョーク・バイクとして発売されたGAGの後追いとして他社から出たものは、完全な「レーサーミニレプリカ」として発売されたため、レーサーミニの第1号であるGAGは短命に終わる）。
今日、特に欧州で人気の400ccや650ccのビッグスクーターの第一号もスズキによって発売された。それ以前にも250ccのスクーターはホンダなどにより既に発売されていたが、それはあくまで（高速道路も走る事ができる、50ccや125ccの標準的な排気量のスクーターから見れば）「巨大化したスクーター」としてのみ認知されていた。それをスクーターとしては異例な400ccの大排気量エンジンを搭載し、さらに巨大な650ccというエンジンを載せてビッグスクーター＝プレミアム・スクーターという図式を作り上げた。これによりビッグ・スクーターは上記の1980年代のレーサーレプリカと同じように人気となる。
馬力競争にも積極的に参加し、スズキの車種の出力が後の業界自主規制値の発端となった例も多い。例として、二輪車250ccクラスの45馬力（RG250ガンマ）、同400ccクラスの59馬力（GSX-R）、軽自動車の64馬力（アルト ワークス）、欧州のバイクにおけるスピードリミッター装備とスピードメーターの300km/h目盛自粛（ハヤブサ）が挙げられる。
日本で初めてFF方式を採用したのは1955年に登場したスズライトSSである。
その一方でジムニーやキャリイの各2ストロークエンジンを1980年代中半頃まで使用し続けたり、Keiは登場から11年間程発売され、ジムニーは登場から10年程（3代目は20年程）経過した車種でありながら改良を重ねつつ生産・発売し続けたり、ソリオ（旧・ワゴンR+ → ワゴンRソリオ）は2010年にフルモデルチェンジされるまで11年間も生産・販売し、ワゴンRとスイフトはキープコンセプトであるなど、4輪に関しては保守的な面もある。しかし、初代ワゴンRの「居住性を確保するために背を高くした軽乗用車」というコンセプトは発売当時は非常に革新的で、軽トールワゴンという新たなジャンルを開拓した。またスズキの四輪車は、トヨタ・ノアのOEM供給車であるランディを除き、全て寒冷地仕様となっている。
また、現代において多くの車種で採用されている電動パワーステアリング(EPS)を搭載した量産車を世界で初めて、実用化・量産化している（88年式セルボに初搭載）。

## 生産拠点

### 四輪
- 湖西工場（静岡県湖西市）
  - スズキ・アルト/マツダ・キャロル、スズキ・アルトラパン、スズキ・スペーシア/マツダ・フレアワゴン、スズキ・ワゴンR/マツダ・フレア、スズキ・ハスラー/マツダ・フレアクロスオーバー、スズキ・ジムニー、スズキ・ジムニーシエラ
- 磐田工場（静岡県磐田市）
  - スズキ・キャリイ/マツダ・スクラムトラック/日産・NT100クリッパー/三菱・ミニキャブトラック、スズキ・スーパーキャリイ、スズキ・エブリイ/スズキ・エブリイワゴン/マツダ・スクラムバン/マツダ・スクラムワゴン/日産・NV100クリッパー/日産・NV100クリッパーリオ/三菱・ミニキャブバン/三菱・タウンボックス、スズキ・エスクード（輸出モデル）
- 相良工場（静岡県牧之原市）
  - スズキ・スイフト、スズキ・ソリオ/三菱・デリカD:2、スズキ・イグニス、クロスビー、エンジン製造
- 大須賀工場（静岡県掛川市）
- 暁星機械工業（大韓民国）
- 重慶長安鈴木汽車有限公司（中華人民共和国）
- 江西昌河鈴木汽車有限公司（中華人民共和国）
- P.T.スズキ・インドモービル・モーター社（インドネシア）
- マルチ・スズキ・インディア社（インド）- バレーノ
- スズキ・モーター・グジャラート社（インド） - フロンクス、eビターラ
- マジャールスズキ社（ハンガリー）- スイフト、SX4 S-CROSS、エスクード
- スズキ・モーター・タイランド社（タイ）- スイフト

### 二輪
- 浜松工場（静岡県浜松市）（スクーターから大型バイク全般・二輪車エンジン製造）
- 台鈴工業股份有限公司（台湾）- アドレスV125シリーズなど
- 常州豪爵鈴木摩托車有限公司（中国）- GSR250など
- 済南軽騎鈴木摩托車有限公司（中国）- アドレス125など
- タイスズキモーター社（タイ）- バーグマン200など
- P.T.スズキ・インドモービル・モーター社（インドネシア）- アドレス110・GSX-S125など
- スズキ・モーターサイクル・インディア社（インド）- ジクサーなど
- スズキ・マニュファクチャリング・オブ・アメリカ（アメリカ）
- カンボジアスズキモーター社（カンボジア）
- スズキフィリピン社（フィリピン）

### 船外機
- 湖西工場（静岡県湖西市)
- タイスズキモーター社（タイ）
- スズキ・マニュファクチャリング・オブ・アメリカ（アメリカ）

## 研究所
- 開発部横浜研究室

## テストコース
- 竜洋コース（静岡県磐田市）スズキのメインテストコース。周回路の他モトクロス用ダートや各種試験設備を備える。
- 下川コース（北海道上川郡下川町）冬季の寒冷地試験コース。
- 相良コース（静岡県牧之原市）ここの周回試験路の内側にスズキ相良工場と、スズキ納整センター相良納整センター[注釈 7]がある。
- 浜松市天竜区青谷地区に二輪テストコースを建設予定。

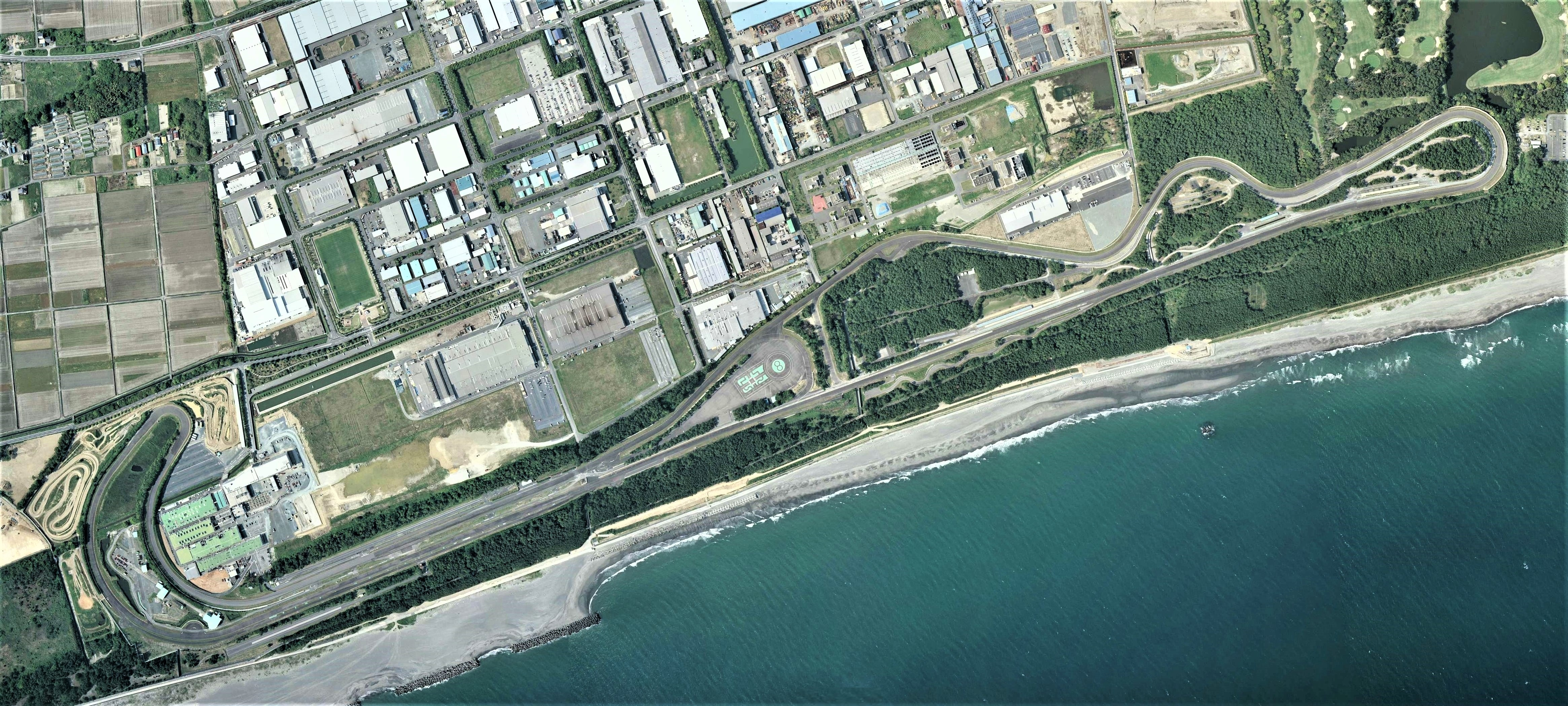
竜洋コースの空中写真。2009年4月30日撮影の3枚を合成作成。国土交通省 国土地理院 地図・空中写真閲覧サービスの空中写真を基に作成。
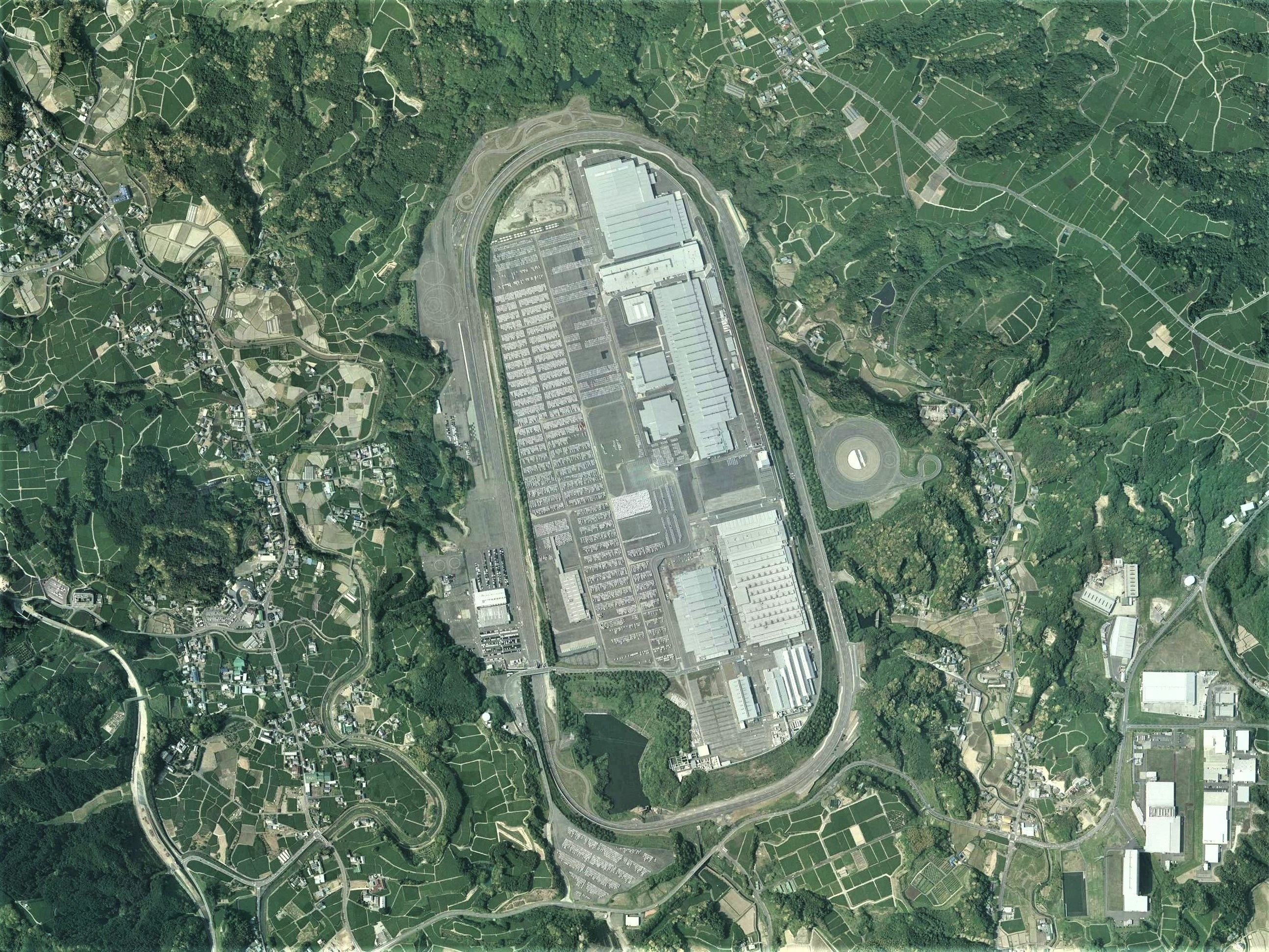
2009年5月2日撮影の4枚を合成作成。国土交通省 国土地理院 地図・空中写真閲覧サービスの空中写真を基に作成。

## 販売チャネル
四輪自動車
日本国内の自動車の販売網は「スズキ店」と、小型車をメインに扱う「スズキアリーナ店」（2000年4月より発足）の2ディーラー体制であり、更にその下に「副代理店」「業販店」というサブディーラーが存在している。副代理店・業販店は、町の自動車整備工場や中古車販売店が大部分を占めている。
日本国内のサブディーラーは各地域ごとの「スズキ自販」会社が統括しており、日本に5万店ある「業販店」の中でも販売実績の多い店を「副代理店」としている。スズキでは、それらサブディーラーの販売比率が7割以上を占めている。各地域ごとの「スズキ自販」会社は、一般顧客向けの販売と同時にサブディーラーへの卸会社としての機能も持っている。
メーカー出資の子会社ディーラーは「スズキ自販○○」（○○には都道府県名が入る。例：スズキ自販東京）という社名になっているケースがほとんどである。
2021年12月から始まったテレマティクスサービス「スズキコネクト」においては、システム搭載車からの車両状態データを共有しサービス対応ができる「スズキコネクト店」を新設する。一定条件を満たした、スズキ店・スズキアリーナ店・副代理店が対象になる。
インド市場においては、マルチ・スズキ・インディア主導により、2015年より上級車チャネル「NEXA（ネクサ）」が立ち上げられ、既存のマルチ・スズキディーラーよりも上質感と高級感を訴求し、高価格帯車種を中心に取り扱っている。
二輪バイク
他ブランドとの併売店舗の「SBS」（スズキバイクショップ）と、スズキ車専売店舗の「スズキワールド」の2つに分かれている。
また、大阪府の自動車部品商社SPKが一部海外販売車種の逆輸入・販売を行い「モトマップ」の名称で全国販売網を統括していたが、2020年12月で業務を終了した。販売車種の保証業務はスズキ二輪に引き継がれた。

## 系列企業・統括拠点
以下は一例である。

### 日本国内
- スズキ部品製造
- スズキ部品秋田
- スズキ部品富山
- スニック

### 日本国外
- マルチ・スズキ・インディア（元・マルチ・ウドヨグ）（インド）
- マジャールスズキ（ハンガリー）
- スズキ・マニュファクチャリング・オブ・アメリカ（アメリカ）
- 済南軽騎鈴木摩托車有限公司（中国）
- 金鈴汽車/台鈴機車（台湾）
- サンタナ・モトール（スペイン）
- P.T.スズキ・インドモービル・モーター（インドネシア）
- スズキ・モーター・タイランド（タイ）
- パック・スズキ・モーター（パキスタン）
- ベトナムスズキ（ベトナム）
- スズキティラワモーター（ミャンマー）
- スズキエジプト（エジプト）

## 関連企業
- スズキビジネス

オートリメッサ - カー&バイク用品店
スズキハウス - 住宅事業
ハンガリー製トカイワインの輸入も行っている。
- スズキファイナンス - 製品販売に関するクレジット・リース等の金融業務を行う。
- 静岡エフエム放送 - スズキが筆頭株主。
- SkyDrive - 次世代技術eVTOL（空飛ぶクルマ）の技術開発にむけ、出資。
- Applied Electric Vehicles（オーストラリア） - 次世代モビリティ用ソフトウェア開発の強化にむけ、出資[57]。

## 博物館
スズキ本社の正門前に2009年に開館したスズキ歴史館がある。入場無料だが、電話、ファックス、公式サイトのいずれかで予約が必要。

## モータースポーツ

### 四輪部門

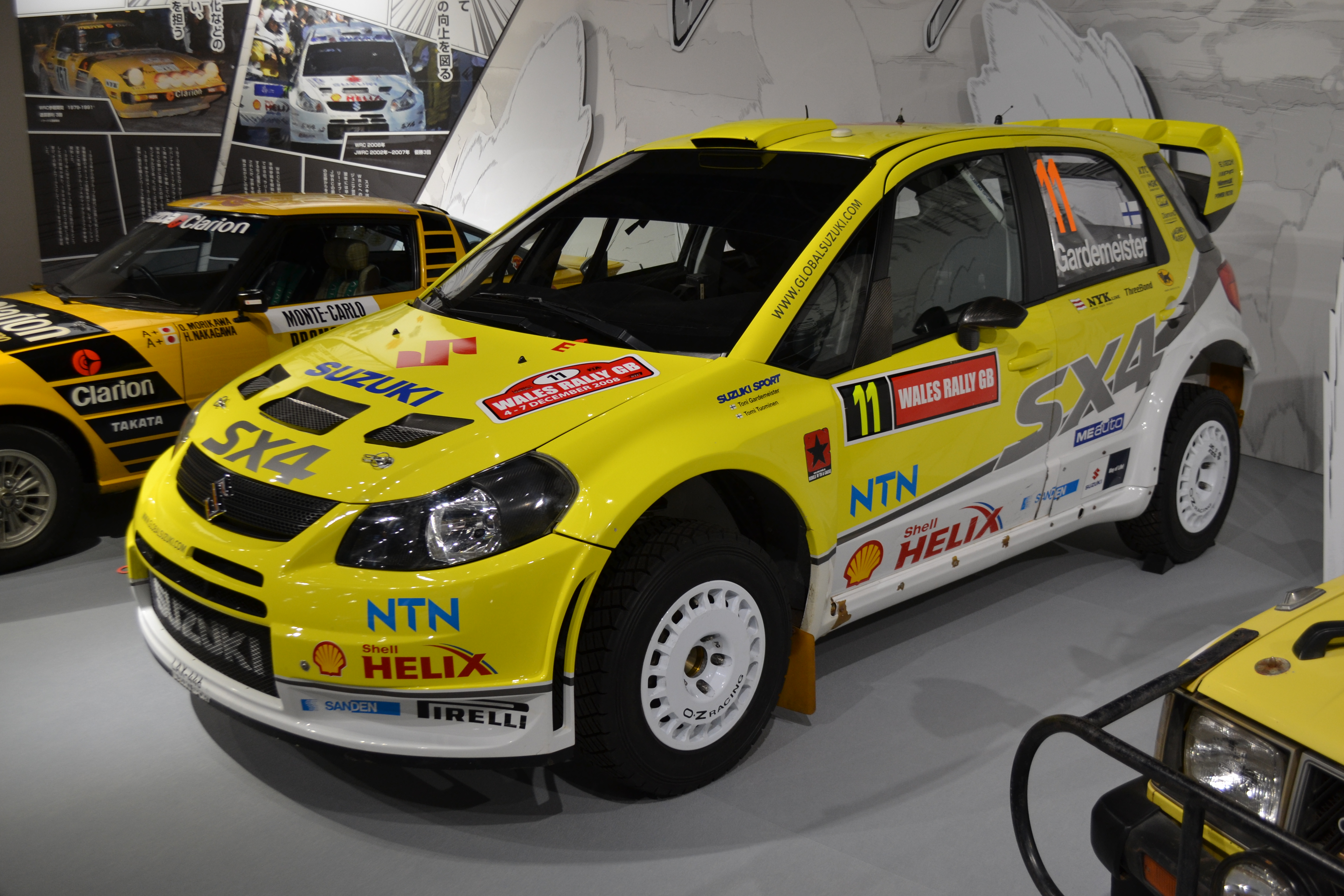
ワールドラリーカーのSX4 WRC

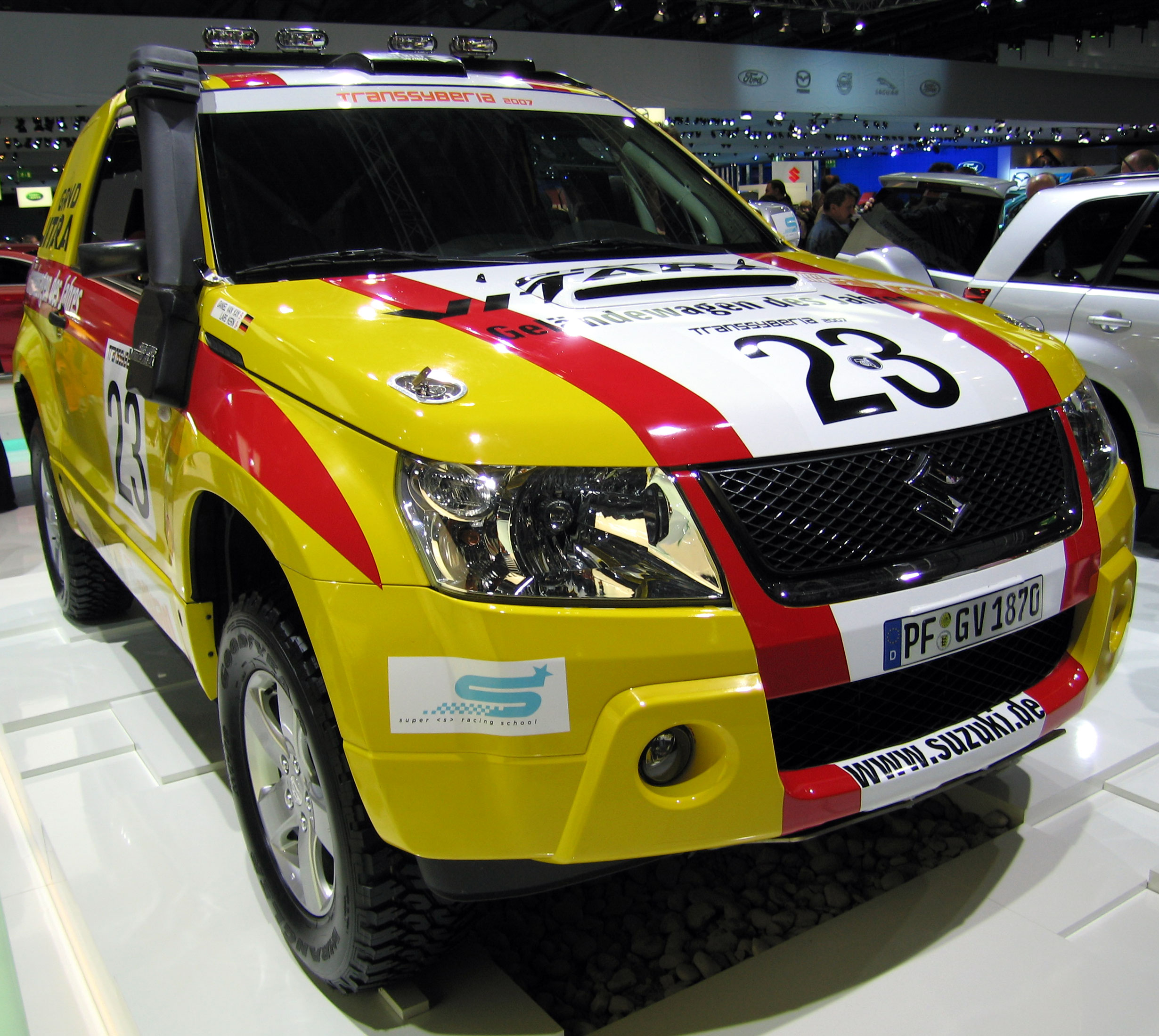
トランスシベリア・ラリーのグランドヴィターラ

80〜90年代から2000年代まで、田嶋伸博や彼のチームを支援する形で、前輪駆動車でラリーへワークス参戦していた。APRC（アジアパシフィックラリー選手権）からJWRC（ジュニア世界ラリー選手権）へステップアップし、後者で3度のタイトルを獲得した。2007後半〜2008年は四輪駆動のワールドラリーカーで世界ラリー選手権（WRC）に参戦したが、リーマン・ショックに端を発した世界的な経済不況によりわずか1年半で撤退。その後スズキ四輪部門のワークス・チームとしてモータースポーツ活動を統括していたスズキスポーツの株式を売却。スズキスポーツは2011年に社名をアイアールディーと改め独立系チームとなり、2015年に創業者の田嶋が社長を務める株式会社タジマモーターコーポレーションに吸収合併された。
オンロードのレースへの参戦例は少ないが、過去にはスズキスポーツ主催のワンメイクレースとしてフォーミュラ・スズキ隼/フォーミュラ・スズキKeiを主催していたことがある。
1990年代初頭にはレイトンハウス（マーチ・エンジニアリング）とのジョイントでフォーミュラ1（F1世界選手権）への参戦も密かに検討され、エンジンの試作まで行われたが、バブル景気崩壊の影響で計画が中止されている。
また現在でも海外ではスズキの現地法人によるラリー系競技への参戦が各地で行われている。

### 二輪部門

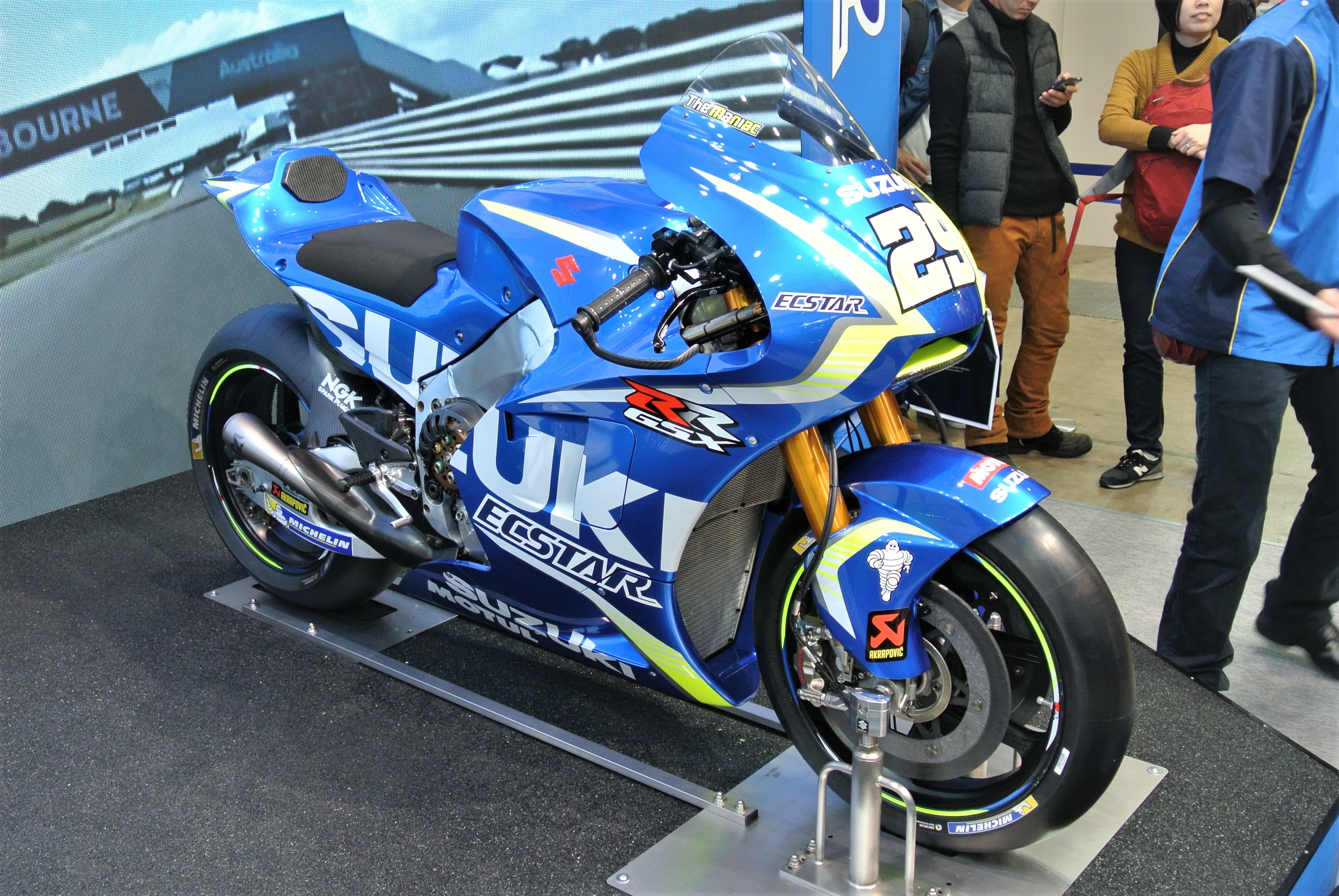
MotoGPのGSX-RR（2017年）

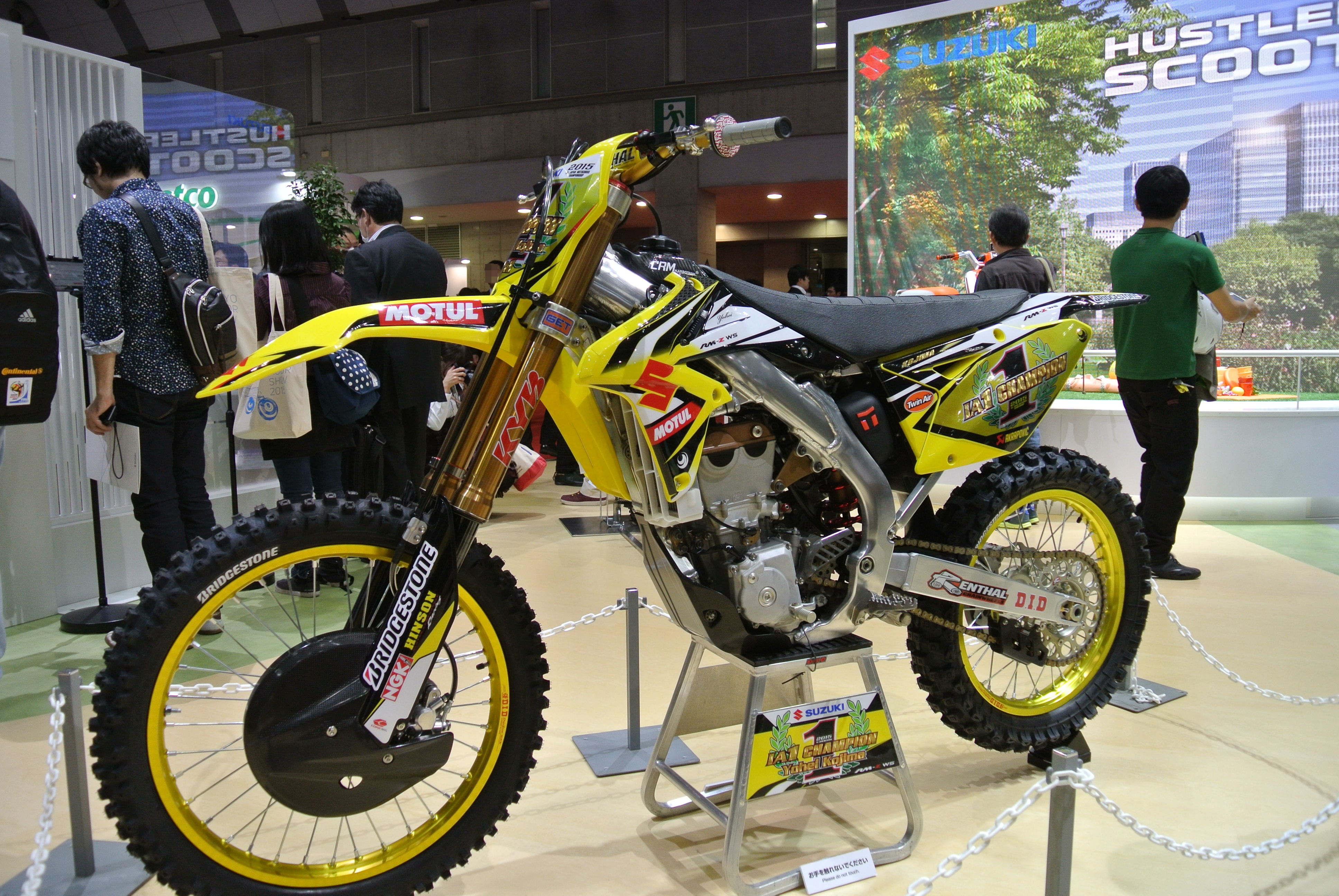
モトクロスのRM-Z（2015年）

オートバイ自動車用部品の開発販売を行っているチューナー・レーシングチームであるヨシムラがスズキとの関係が深い。鈴鹿8時間耐久ロードレースや全日本ロードレース選手権などの耐久レースや日本国内のレースにおいては、ヨシムラの後方支援を行う形での参戦が多い。
スズキのバイクでMotoGP（ロードレース世界選手権、旧WGP）の最高峰クラスのシリーズチャンピオンを獲得した例は以下の通り。
- 1976年・1977年 バリー・シーン（GP500クラス、スズキ・RG500）
- 1981年 マルコ・ルッキネリ (GP500クラス、スズキ・RG500)
- 1982年 フランコ・ウンチーニ（GP500クラス、スズキ・RG500）
- 1993年 ケビン・シュワンツ（GP500クラス、スズキ・RGV-Γ500）
- 2000年 ケニー・ロバーツ・ジュニア（GP500クラス、スズキ・RGV-Γ500）
- 2020年 ジョアン・ミル（MotoGPクラス、スズキ・GSX-RR）

特に1970年代はプライベーターへの大量のマシン供給が可能だったため、スズキがグリッドの大半を埋め尽くしていたことがあった。1976〜82年のマニュファクチャラーズタイトル7連覇は、歴代最多連覇記録である。幾度かの休止を挟みつつも長らく参戦を続けてきたが、2022年を最後に撤退している。
市販のスーパースポーツを用いるスーパーバイク世界選手権や世界耐久選手権でも多数のタイトルを獲得している。特に耐久はフランス・スズキが母体のSERT（スズキ・エンデュランス・レーシング・チーム）により、タイトル争いの常連となっている。ただし現在は双方でファクトリーとしては参戦しておらず、耐久ではヨシムラSERTがプライベーターとして活動を継続している。
1970〜1980年代はモトクロス世界選手権でも一時代を築き、1975〜1984年の125ccクラスで前人未到の10連覇を達成した。その間の1978年に渡辺明も日本人唯一の同選手権王者となっている。ただし2017年限りで世界選手権と全日本モトクロス選手権、2020年限りでAMAモトクロスのワークス参戦からそれぞれ撤退している。

## 冠大会
- AFFスズキカップ
- 全日本エアロビック選手権大会 - SUZUKI JAPAN CUPの冠付き。
- 全日本大学女子選抜駅伝競走大会（富士山女子駅伝） - 2013年大会より冠スポンサー
- 日米野球 - 2014年度開催の冠スポンサー

## テレビ番組への車両協力
- ワイルド7 - オートバイ協力
- スーパー戦隊シリーズ - オートバイ協力
- 宇宙刑事シリーズ - オートバイ・車両協力
- 仮面ライダーシリーズ - 昭和期のシリーズでオートバイ協力
- 西部警察 - オートバイ協力

## CM出演人物・キャラクター

### 現在の出演者
- 鳴海唯 - ラパン
- 広瀬すず - ワゴンR・ワゴンRスマイル
- 芦田愛菜 - スペーシア
- 柄本佑 - スペーシア
- 宮澤エマ - スペーシア
- ムロツヨシ - スペーシアギア
- 橋本環奈 - ソリオ/ソリオバンディット
- 神尾楓珠 - ソリオ
- パパイヤ鈴木 - ソリオ

### 過去の出演者
- 小林麻美 - アルト
- 浅香唯 - アルト
- 鷲尾いさ子 - アルト
- 小泉今日子 - アルト
- 滝川クリステル - アルト、ワゴンR、企業CM
- 香里奈 - アルトエコ
- 西田敏行 - アルトエコ
- 小林星蘭 - アルトエコ
- ベッキー - アルトエコ→アルト
- 波瑠 - アルト
- 岡田将生 - ラパン
- 西島秀俊 - ラパンショコラ
- レオナルド・ディカプリオ - ワゴンR/ワゴンR RR
- 渡辺謙 - ワゴンR
- 草刈正雄 - ワゴンR、キャリイ
- 山田優 - ワゴンRスティングレー
- 冨永愛 - ワゴンRスティングレー
- 道端ジェシカ - ワゴンRスティングレー
- 水原希子 - ワゴンRスティングレー
- 米倉涼子 - MRワゴン
- きゃりーぱみゅぱみゅ - MRワゴン/MRワゴンWit
- ももいろクローバーZ - ハスラー、企業CM
  - 高城れに - エブリイ
- 堀北真希 - スペーシア
- 佐藤栞里 - スペーシア
- 平山浩行 - スペーシア
- 本上まなみ - スペーシア
- 大杉漣 - スペーシア
- 佐藤二朗 - スペーシア
- 中越典子 - スペーシア
- 寺田心 - スペーシア
- 金児憲史 - スペーシアカスタム
- 宮下裕治 - スペーシアカスタム
- 徳重聡 - スペーシアカスタム
- 宇梶剛士 - スペーシアカスタム
- 織田裕二 - セルボモード、ジムニー/ジムニーワイド
- ロブ・ロウ - カルタス
- 大江千里 - カルタス
- 舘ひろし - カルタス、スペーシアカスタム
- 稲本潤一 - スイフト
- 北島康介 - スイフト
- 山田杏奈 - スイフト
- KAT-TUN - ソリオ/ソリオバンディット
- TOKIO - ソリオ/ソリオバンディット
  - 長瀬智也 - カルタスワゴン
- 賀来賢人 - ソリオ/ソリオバンディット
- 清野菜名 - ソリオ/ソリオバンディット
- 大政絢 - ソリオ/ソリオバンディット
- 鈴木浩介 - ソリオ/ソリオバンディット
- 吉田鋼太郎 - ソリオ/ソリオバンディット
- 吉沢亮 - ソリオ/ソリオバンディット
- 福山雅治 - SX4
- 森泉 - シボレークルーズ/シボレーMW
- 谷村奈南 - シボレーMW
- mini - シボレーMW
- Dr.スランプ アラレちゃん - ハスラー
- ムーミン - MRワゴン

など

## 関連する人物
- 鈴木道雄（創業者）
- 鈴木俊三（初代会長）
- 鈴木修（中興の祖）
- 小野浩孝（当初後継者として通商産業省からスズキに転じたものの病により夭折した）
- 原山保人（小野浩孝亡き後のスズキの経営体制を支えるべく入社。また独フォルクスワーゲンによる敵対的買収を阻止するべく尽力した。小野浩孝と同期の通商産業省出身である）
- 田嶋伸博（モータースポーツ四輪部門のスズキスポーツ創設に関わる）
- 吉村秀雄（スズキとの関係の深いオートバイパーツの開発及びレース参戦を行うヨシムラを創設）
- 小野定良（スズキの看板車種の1つであるスズキジムニーの前身であるホープスターON360の開発やオート3輪で名を馳せたホープ自動車を創業）

## 主な提供番組
※2023年4月現在。

### テレビ
☆印は一社提供。
60秒以上提供
- 新春スポーツスペシャル箱根駅伝（日本テレビ系列、テレビ大分、テレビ宮崎）※同業のトヨタ、三菱自動車、スバルも提供。2012年にマツダから引き継いだ。
- FNSの日（フジテレビ系列27局）
- スズキスポーツスペシャル・富士山女子駅伝（フジテレビ系列、2013年12月 - ）

30秒提供
日本テレビ系列
※2020年10月からはカラー表記。
- news zero（第2期）（2021年4月 - ）※火曜日の中盤ナショナルスポンサーで提供。2022年10月からは隔日で提供、土曜ドラマより移動、別枠で同業の日産、マツダ、トヨタも提供、スバルもカウキャッチャーで提供[注釈 8]。
- ザ!世界仰天ニュース（2014年10月 - 2017年3月 水曜21時枠、2017年4月 - 放送時間変更後=火曜21時枠）※『Going!Sports&News』より移行。
- 1億人の大質問!?笑ってコラえて!（2021年10月 - ）※『今夜くらべてみました』より移行。
- ディスカバリーエンターテイメント 秘密のケンミンSHOW極（読売テレビ制作。2016年10月 - ）※「秘密のケンミンSHOW」時代にこの時間枠をトヨタから引き継いだが、2019年4月には再びトヨタは提供復帰した。同業のダイハツも提供。
- シューイチ（2023年4月 - ）[注釈 9]
- 真相報道 バンキシャ!（2021年10月 - ）※マツダからの引き継ぎ。 同業のいすゞ自動車も提供、『土曜ドラマ』30秒縮小からの移動。

テレビ朝日系列
- 報道ステーション（水曜、2020年10月 - ）※別枠で同業のトヨタ、日産、スバル、マツダも提供。
- サンドウィッチマン&芦田愛菜の博士ちゃん（2019年10月 - ）
- 池上彰のニュースそうだったのか!!（2015年10月 - ）※前半ナショナルスポンサーで提供。同業のスバル、いすゞも提供。
- 相葉マナブ（2021年4月 - ）※1時間移行後。毎週毎に前半・後半入れ替え。JR東日本から交代[注釈 10]。
- 令和仮面ライダーシリーズ（2021年10月 - ）（現在は仮面ライダーガヴ 、スーパーヒーロータイム第1部）

フジテレビ系列 ※2025年1月20日 - 提供なし
- めざましテレビ（隔日7:54頃）※別枠で日産も提供（2020年度 - ）。
- 土曜プレミアム（隔週で前半・後半入れ替え。）※一時期は同業のホンダも提供だった。別枠でダイハツも提供（2012年度 - ）。

### ラジオ
- ももいろクローバーZのハッピー🍀クローバー!TOP10（TOKYO FM・JFN系列）
- WIND BLOW（K-MIX）
- SUZUKI "K" DRIVE（FM802：Saturday Amusic Islands Afternoon Editionに内包）

### 過去
テレビ
日本テレビ系列
- あなた出番です!（末期）
- ドリフターズ大作戦
- 太陽にほえろ!
- 火曜サスペンス劇場
- NEWS ZERO（第1期）※ただし、木曜日分の提供。
- Going!Sports&News　※ただし、隔日提供
- 笑神様は突然に…（2014年4月 - 2015年3月、後半ナショナルスポンサー。 ローカルセールス枠に降格したため、「金曜ロードSHOW!」へ提供枠移動）
- ネプ&イモトの世界番付（2013年4月 - 2016年3月、前半ナショナルスポンサー）
- 心ゆさぶれ!先輩ROCK YOU（2010年4月 - ）
- 超問クイズ! 真実か?ウソか?（2016年4月 - 9月 一時期降板後、復帰。2017年10月 - 2018年3月までは☆だった。前半ナショナルスポンサー）
- ダウンタウンDX（ytv制作、2014年10月 - 2020年3月）
- ぐるナイ（後半ナショナルスポンサー、- 2021年3月）※現在はNTTソルマーレに交代。
- 沸騰ワード10（2019年10月 - 2021年3月）※ネットワークセールス枠移行後。「超問クイズ! 真実か?ウソか?」の後番組として提供。前半ナショナルスポンサー。
- 今夜くらべてみました（2017年10月 - 2021年9月、ゴールデン昇格後）※2017年3月まで水曜21時枠で放送していた「ザ!世界仰天ニュース」（現在は火曜21時枠）以来、半年振りに当枠の提供に復帰したが、現在は、同業の日産自動車に引き継がれた。
- 土曜ドラマ（2006年10月 - 2017年3月は21時枠、2017年4月 - 2022年9月までは22時枠）※この時間枠を日産自動車から引き継いだ。なお、引き継いでから15年間は60秒で提供していた。2021年10月から縮小分は宝島社に交代、残りの30秒は「真相報道 バンキシャ!」から提供枠を移動、2022年9月で降板した。
- 金曜ロードショー（2015年4月 - 2023年3月）※隔週毎に前半・後半入れ替え[注釈 11]。

テレビ朝日系列
- 月曜ドラマ・イン
- 挑戦するNo.1 - 一社提供
- 土曜ワイド劇場（アートネイチャーの代理、1995年11月のみ提供。以前はマツダ、一時期のみトヨタも提供）- 2009年3月28日で降板。
- Qさま!! - 2009年4月6日の「TVタックル3時間スペシャル」より番組枠提供していたが、「日曜洋画劇場」への提供枠移動に伴い降板。
- 日曜洋画劇場（2010年4月 - 2013年3月、提供枠は別だがトヨタも提供。2013年4月より『日曜エンターテインメント』へと移行）
- 日曜エンターテインメント（☆・2013年4月 - 2017年3月 『日曜洋画劇場』より移行）※カラー表記（放送する週により、前後で企業スローガンもクレジット）
- お願い!ランキングGOLD（2013年4月 - 2014年9月）
- SmaSTATION!!（前半ナショナルセールス）
- いきなり!黄金伝説。（2014年4月 - 2015年9月）
- 陸海空 地球征服するなんて（2017年10月 - 2018年9月、隔週で前半・後半入れ替え。別枠で同業のトヨタも提供）
- 世界が驚いたニッポン! スゴ〜イデスネ!!視察団（2014年10月 - 2019年9月）
- くりぃむクイズ ミラクル9（2017年10月 - 2020年3月、隔週で前半・後半入れ替え。別枠で同業のトヨタも提供）
- ミュージックステーション（2013年10月 - 2020年9月）
- 日本人の3割しか知らないこと くりぃむしちゅーのハナタカ!優越館（2017年4月 - 2021年3月）[注釈 12]
- 極上空間（BS朝日）☆

TBS系列
- 渡る世間は鬼ばかりシリーズを含むTBS木曜9時枠の連続ドラマ（1998年10月からこの時間枠をマツダから引き継いだ）→水曜劇場（2009年4月1日より提供枠移動。「TBS木曜9時枠の連続ドラマ」廃枠に伴い降板）
- さくらももこ劇場 コジコジ
- 島田検定!! 国民的潜在能力テスト→島田検定SUPER!!
- ズバリ言うわよ!
- 学校へ行こう!MAX
- リンカーン
- バラエティーニュース キミハ・ブレイク
- SUZUKIスポーツスペシャル・全日本実業団女子駅伝（2009年まで・日産へ後継）
- ニューイヤー駅伝（2008年まで・マツダへ後継）

フジテレビ系列
- ゴールデン洋画劇場（1975年まで）[注釈 13]
- 火曜ワイドスペシャル
- TVプレイバック
- フジテレビ木曜21時枠
  - とんねるずのみなさんのおかげです
  - ウッチャンナンチャンの誰かがやらねば!!
  - ラスタとんねるず'94
  - とんねるずの本汁でしょう!!→とんねるずのみなさんのおかげでした
- 金曜エンタテイメント
- トリビアの泉 〜素晴らしきムダ知識〜（水曜21時枠・レギュラー時代）
- 家族そろってボキャブラ天国
- ザ・ベストハウス123※2009年4月からの1年間は90秒の筆頭スポンサーだったが、花王が60秒スポンサーに昇格した為、2010年4月からは60秒に短縮。
- SMAP×SMAP（関西テレビ・フジテレビ共同制作 隔週毎に前半・後半入れ替え）※以前は後半枠提供だったが、ロート製薬が各社提供枠に移行したため、2010年4月から終了までは隔週毎に前半枠にも提供。
- 侍（関西テレビ制作、一社提供）
- 火10ドラマ（1996年4月 - 1998年9月、その後トヨタ自動車に交代）
- VS嵐→VS魂（2012年4月 - 2021年3月）

その他
- 電脳おやじ（テレビ東京→tvk）

ラジオ
- 中村雅俊マイ・ホームページ（TBSラジオ）
- “ほっと”インフォメーション（『ネットワークTODAY』内）（TBSラジオ）
- オールナイトニッポン（ニッポン放送/NRN系列・1980年代にかけてのスポンサー）
- SUZUKI Future Navi（TOKYO FM・JFN系列）
- SUZUKI Inside Story（TOKYO FM・JFN系列）
- SUZUKI Breakfast News（TOKYO FM・JFN系列）
- SUZUKI presents KAT-TUN 田口淳之介の TAG-TUNE DRIVING（TOKYO FM・JFN系列）
- SUZUKI presents NAGASE The Standard（TOKYO FM・JFN系列）-※メンバーの不祥事で冠スポンサーからは降りるもCM放映は継続
- SUZUKI No.1 Factory（TOKYO FM・JFN系列）
- SUZUKI HOME SONGS（TOKYO FM・JFN系列）
- スズキアリーナ夕焼け応援団（2004年〜。ニッポン放送、東海ラジオ、MBSラジオで放送されている企画ネット番組）
- 話のダイジェスト（ABCラジオ）-「SUZUKIハッピーモーニング・いってらっしゃいシリーズ」を京阪神地区で2000年代途中まで未ネットしていた頃に「おはようパーソナリティ道上洋三です」の1コーナー企画ネット番組扱いで放送していた差し替え番組。スズキのCMとネットPTのみネットされていた。MBSラジオへの提供枠移動に伴いABCラジオから降板。「いってらっしゃいシリーズ」がようやく京阪神地区でもネットされて現在に至る。
- SUZUKIハッピーモーニング・羽田美智子のいってらっしゃい（ニッポン放送・NRN系列）[注釈 14]
- SUZUKI TODAY'S KEY NUMBER（TOKYO FM・JFN系列）
- TOKYO FM・JFN系列日曜16:00枠
  - 大江千里のSUZUKI STATIONKIDS
  - Original Love SUZUKI ソング・フォー・ラバーズ
  - 福山雅治のSUZUKI TALKING F.M. - 2015年11月まで。

### 提供クレジット
提供番組でアナウンスされるキャッチフレーズは1987年9月までは「価値ある製品づくりをめざす 鈴木自動車」だったが、1987年10月以降から1998年9月まで「もっと個性的に、もっとあなたらしく Personal BestのSUZUKI」となり、1998年10月以降から現在まで「小さなクルマ、大きな未来。SUZUKI」が使用されている。
2009年の一時期、提供読みを「おかげさまで発売30周年のアルトのSUZUKI」として紹介された。ちなみに福山雅治のTALKING F.M.では通常は福山本人が提供読みをするが、その時はTOKYO FMのアナウンサーが担当した。

### 備考
TBSテレビでのレギュラー番組でのスポンサーは、2009年9月まで提供していた「水曜劇場」が最後になっている。また、同年に駅伝の車両スポンサーも撤退したが、2012年夏以降にSUZUKIのCMが再開した。同年8月2日の「ロンドンオリンピック中継」（17:25 - 21:00 テレビ埼玉でも同時ネット）では久々の同局での1分提供を務めた。同大会終了以降はPT扱いで「はなまるマーケット」などで流れていた。現在は「日本レコード大賞」などの年末年始番組でPT扱いでCMを流している。
フジテレビでのレギュラー番組は、2012年3月の「ザ・ベストハウス123」までは1分提供があったが、2012年4月からは30秒提供に分離して「VS嵐」「土曜プレミアム」の提供となり、同局の1分提供は、同年7月21日の「FNS27時間テレビ」（18:30 - 20:45のパート）まで待つことになる。
日本テレビでは、レギュラー番組でのスポンサーについて、「土曜ドラマ」では日産自動車から提供枠を引き継いでから2021年9月までは、1分提供を続けてきた。なお、同年10月に30秒へ縮小したことにより、レギュラー番組において1分以上で提供している番組は姿を消した。
民放5局のBS放送においてもスポットCMや提供クレジットのPT扱いとして頻繁にCMが放送されている。

## テレビ番組
- 日経スペシャル ガイアの夜明け 「眠れる巨象 インドを狙え!」 ～人口11億　最後の巨大市場～（2006年3月14日、テレビ東京）[60] - インドでの戦略を取材。
- 日経スペシャル カンブリア宮殿（テレビ東京）
  - 「黒字を搾り出せ! ～79歳が明かす"戦時"の経営術～」（2009年3月2日[61]）
  - 「大ヒット車を作れ! ～カリスマ鈴木修の経営哲学～」（2009年4月6日[62]）

## 不祥事

### 申告漏れ・所得隠し
2012年、名古屋国税局の税務調査で2011年3月期までの2年間で約12億2,000万円の申告漏れを指摘された。スズキはアジアのバイク販売代理店数社に支払った販売促進費を11年3月期に計上したが、国税局は実際に支払った時期より前倒しして計上したことで利益が圧縮され、法人税の支払いが減ったと判断した。
また2016年には、名古屋国税局の税務調査で2015年3月期までの2年間で計約12億円の申告漏れを指摘された。スズキは余ったレース用のオートバイ部品について、仕入れ費用を経費に計上して利益を圧縮し、約3億円の所得を隠していたとされる。

### 燃費偽装
2016年（平成28年）5月に三菱自動車の燃費偽装にともなう調査で、スズキもマツダへのOEMを含む26モデル（販売台数214万台）の測定を、国の定める「惰行法」で行っていなかったことが判明した。スズキが走行抵抗データを取得する相良テストコースは海（遠州灘）の近くの丘の上にあり、風の影響を受けやすく、データの取得が天候に左右され、試験が困難になるケースがあった。そのためスズキの担当者は車両開発のため風洞試験室で測定した空気抵抗やタイヤの転がり抵抗など、要素ごとの抵抗値を積み上げて車両全体の走行抵抗データとして公式に活用していた。そして国に提出する書類には惰行法で測定した測定日、大気圧、天候、気温などの虚偽情報を記入し、かつデータを正規な方法で取得したように惰行時間を偽装していた。また、本来ならカーライン、エンジン設計部、法規認証部が立ち会いのもとで走行抵抗データを決定しなければならないが、法規認証部は走行抵抗データの取得に関与していなかったという。
これにより鈴木修会長兼CEOはCEO職を辞任し、技術担当の本田副社長も辞任となった。なおこの事件についてTwitterでは、『スズキの不正計測では規定重量の3倍になる180kgの荷物を載せて行っていた模様。社長「車は1人だけでなく家族で乗るものだから実は三人で計測してた」』というツイートが拡散されネットメディアも報道、各所でスズキを賞賛する声が上がったが、実際にはデマであったことが判明している。なお、国土交通省に再提出された正しい測定方法（惰行法）で取得した燃費は、全ての車種で、不正を行っていた時期の届出値より向上した。
問題発覚の際、5月下旬のテレビCMについては一部番組を除きPT扱いに格下げ、6月はテレビCMはすべて自粛し見合わせてACジャパンなどのテレビCMに差し替えられて放送されていたが、7月以降はテレビCMの放映を再開した。

### 完成車検査不正
日産自動車やSUBARUの完成車検査や排ガスにおける不正が発覚する中、2018年8月9日にスズキはマツダ・ヤマハ発動機とともに会見を開き、排ガスの抜き取り検査で、有害物質量の測定に失敗しながら、やり直しをせず有効として処理する不正を行っていたと認めた。対象は2012年6月～18年7月に対象12,819台の自動車のうち49％に当たる6,401台で、うち7割を湖西工場が占めていた。
また9月にはスズキ単独で会見を開き、同検査でデータ書き換えもあったことを認めた。実際に書き換えがあったのは湖西、相良、磐田の3工場で2009年5月～今年7月に検査をして測定データが残っていた自動車18,733台のうち、全体の14.6%に当たる合計2,737台。
一連の不正を受けて2019年4月18日には1回あたりの台数として国内では過去最多となる約202万1,500台のリコールを国土交通省に届け出た。この中には三菱自動車工業、日産自動車、マツダの車種も含まれる。対象車は29車種。

### 食堂従業員の体調不良
2022年（令和4年）8月23日 - 本社食堂厨房において、食堂従業員が一酸化炭素中毒によるとみられる体調不良が発生した。

## その他
本社南側にあるJR東海道本線の踏切は「鈴木踏切」という正式名称がついている。

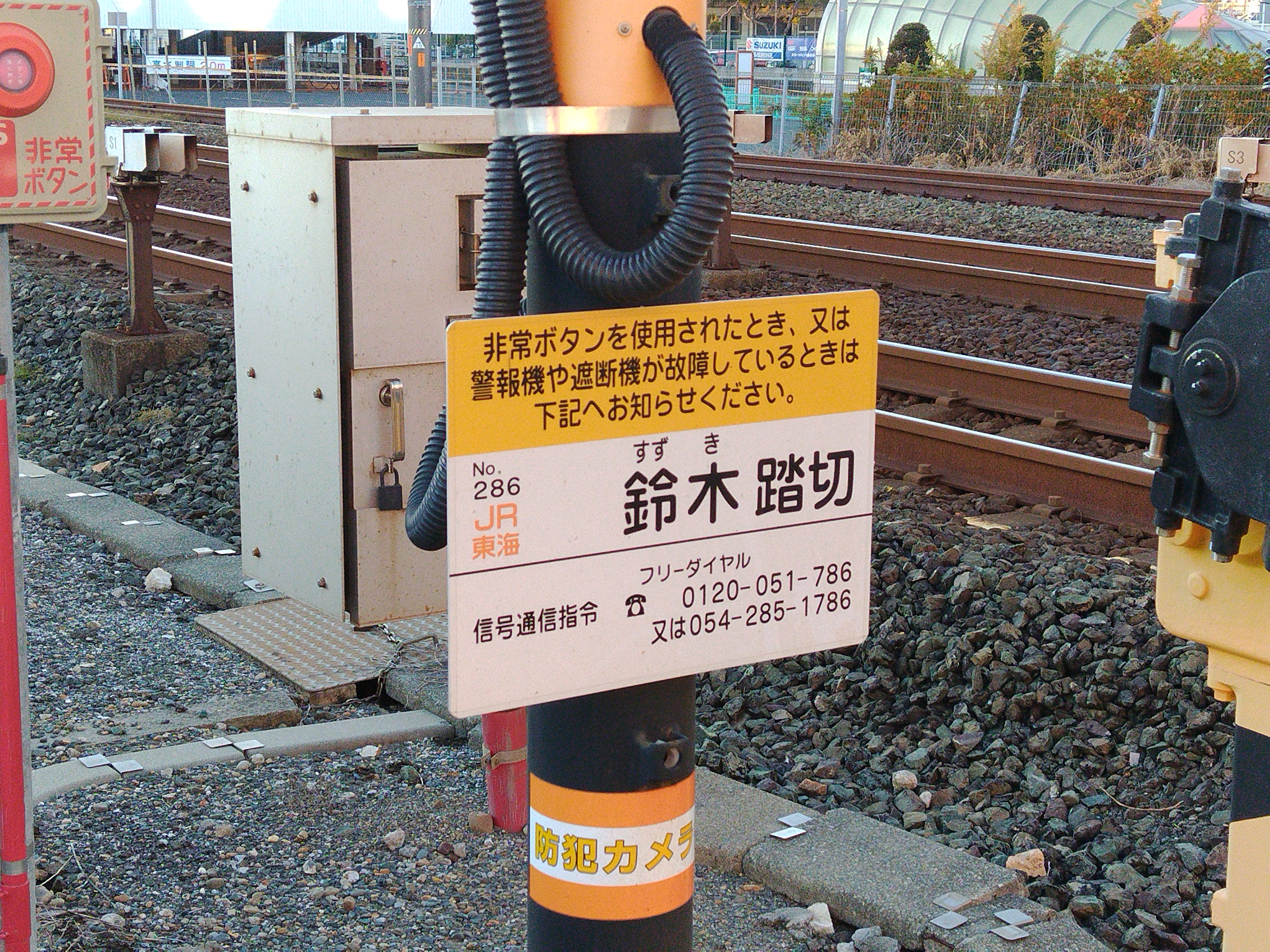
スズキ本社南側の踏切